# Мотылёк (фильм, 1973)
«Мотылёк» (фр. Papillon) — детективная драма режиссёра Франклина Шеффнера, экранизация одноимённого автобиографического произведения бывшего заключённого Анри Шарьера. Премьера фильма состоялась 16 декабря 1973 года.

## Сюжет
Действие происходит в начале 1930-х годов. Молодой — 25-летний взломщик сейфов Анри Шарьер по прозвищу Мотылёк (которым он обязан татуировке на груди с изображением бабочки), осуждённый по ложному обвинению в убийстве сутенера, приговорён к пожизненному заключению и отправлен в тюрьму Сен-Лоран во Французской Гвиане. В тюрьме он знакомится с заключённым по имени Луи Дега. Дега и Мотылёк предпринимают две попытки сбежать, которые кончаются провалом. В первый раз его и Дега настигают охотники за людьми. Во второй раз в Британском Гондурасе он знакомится с местным индейским племенем, которые дарят ему жемчуг. Он отдает жемчуг настоятельнице монастыря, но та выдает его властям.  Первая попытка побега добавляет ему два года в карцере, вторая  — ещё пять.  Он не оставляет своего намерения, даже находясь в камере одиночного заключения. Отсидев более 8 лет, он попадает на французский остров-колонию, на пожизненное поселение. Туда же отправляют и Луи Дега. Дега и Анри сооружают плот из мешка с кокосами, и Мотылёк прыгает на нём с обрыва в приливную волну. Так «Мотылёк» обретает свободу.

## В ролях
- Стив Маккуин — Анри Шарьер (Мотылёк)
- Дастин Хоффман — Луи Дега
- Дон Гордон — Джуло
- Энтони Зербе — Тюссэн, начальник колонии
- Вудро Парфри — Клюзо
- Билл Муми — Ларио
- Джордж Кулурис — доктор Шаталь
- Уильям Смитерс — надзиратель Барро
- Вэл Эвери — Паскаль
- Грегори Сьерра — Антонио
- Вик Тэйбэк — сержант
- Миллс Уотсон — охранник
- Рон Собл — Сантини
- Барбара Моррисон — мать-настоятельница
- Дон Ханмер — продавец бабочек

## Номинации и награды
- 1974 — номинация на «Оскар» в категории «Лучшая музыка — Лучший оригинальный саундтрек» — Джерри Голдсмит
- 1974 — номинация на «Золотой глобус» в категории «Лучшая мужская роль — драма» — Стив Маккуин